# Rhodothraupis celaeno
Rhodothraupis celaeno ou bico-grosso carmesim é uma espécie  da família Cardinalidae e do gênero Rhodothraupis.

## Taxonomia
O táxon foi descrito oficialmente em 1830 por Wilhelm Deppe.